# Peatîdub, Nedrîhailiv
Peatîdub (în ucraineană П'ятидуб) este un sat în comuna Zelenkivka din raionul Nedrîhailiv, regiunea Sumî, Ucraina.

## Demografie
Componența lingvistică a localității Peatîdub
     Ucraineană (100%)
Conform recensământului din 2001, toată populația localității Peatîdub era vorbitoare de ucraineană (100%).